# Lycoriella freyi
Lycoriella freyi är en tvåvingeart som beskrevs av Risto Kalevi Tuomikoski 1960. Lycoriella freyi ingår i släktet Lycoriella och familjen sorgmyggor.
Artens utbredningsområde är Finland. Arten är reproducerande i Sverige. Inga underarter finns listade i Catalogue of Life.